# Centre de production de matières premières de Fernald
Le Fernald Feed Materials Production Center (communément appelé simplement Fernald ou plus tard NLO) est un site Superfund situé dans le comté de Hamilton, ainsi que dans le comté de Butler en Ohio. C'était une installation de traitement de l'uranium située près de la ville rurale de New Baltimore, à environ 32 km au nord-ouest de Cincinnati, qui fabriquait des noyaux de combustible d'uranium pour le complexe de production d'armes nucléaires américain de 1951 à 1989. Pendant cette période, l'usine a produit 170 000 tonnes d'uranium et 35 000 de composés intermédiaires, tels que le trioxyde d'uranium et le tétrafluorure d'uranium.
Fernald a fait l'objet de critiques en 1984, lorsqu'on a appris que l'usine libérait des millions de kilos de poussière d'uranium dans l'atmosphère, causant une contamination radioactive majeure des zones environnantes,. Les nouvelles concernant les activités de l'usine ont conduit à la fermeture en 1989 du camp de Fort Scott voisin, alors le plus ancien camp d'été catholique romain du pays.